# Лесслі (Південна Кароліна)
Лесслі (англ. Lesslie) — переписна місцевість (CDP) в США, в окрузі Йорк штату Південна Кароліна. Населення — 3068 осіб (2020).

## Географія
Лесслі розташоване за координатами 34°53′1″ пн. ш. 80°56′54″ зх. д. / 34.88361° пн. ш. 80.94833° зх. д. (34.883701, -80.948357).  За даними Бюро перепису населення США в 2010 році переписна місцевість мала площу 15,88 км², з яких 15,75 км² — суходіл та 0,13 км² — водойми.

## Демографія
Згідно з переписом 2010 року, у переписній місцевості мешкало 3112 осіб у 1147 домогосподарствах у складі 874 родин. Густота населення становила 196 осіб/км².  Було 1248 помешкань (79/км²).
Расовий склад населення:
| - 84,9 % — білих - 10,3 % — чорних або афроамериканців - 1,7 % — азіатів - 0,7 % — корінних американців |

До двох чи більше рас належало 1,7 %. Частка іспаномовних становила 2,9 % від усіх жителів.
За віковим діапазоном населення розподілялося таким чином: 25,2 % — особи молодші 18 років, 62,9 % — особи у віці 18—64 років, 11,9 % — особи у віці 65 років та старші. Медіана віку мешканця становила 38,5 року. На 100 осіб жіночої статі у переписній місцевості припадало 95,6 чоловіків;  на 100 жінок у віці від 18 років та старших — 97,5 чоловіків також старших 18 років.
Середній дохід на одне домашнє господарство  становив 72 590 доларів США (медіана — 67 477), а середній дохід на одну сім'ю — 82 887 доларів (медіана — 84 091). За межею бідності перебувало 12,1 % осіб, у тому числі 17,6 % дітей у віці до 18 років та 0,0 % осіб у віці 65 років та старших.
Цивільне працевлаштоване населення становило 1198 осіб. Основні галузі зайнятості: виробництво — 19,4 %, освіта, охорона здоров'я та соціальна допомога — 17,6 %, мистецтво, розваги та відпочинок — 12,8 %, транспорт — 11,1 %.